# Major League Soccer (1999)
Major League Soccer w roku 1999 był czwartym sezonem tych rozgrywek. Po raz trzeci w historii mistrzem MLS został klub D.C. United, natomiast wicemistrzem Los Angeles Galaxy.

## Sezon zasadniczy

### Konferencja Zachodnia
| #  | Drużyna              | M  | Z  | ZK | PK | P  | Bramki | Punkty | Uwagi    |
| -- | -------------------- | -- | -- | -- | -- | -- | ------ | ------ | -------- |
| 1. | Los Angeles Galaxy   | 32 | 17 | 3  | 4  | 8  | 52:33  | 54     | Play-off |
| 2. | Dallas Burn          | 32 | 16 | 3  | 6  | 7  | 57:41  | 51     | Play-off |
| 3. | Chicago Fire         | 32 | 15 | 3  | 5  | 9  | 54:41  | 48     | Play-off |
| 4. | Colorado Rapids      | 32 | 14 | 6  | 3  | 9  | 44:42  | 48     | Play-off |
| 5. | San Jose Earthquakes | 32 | 9  | 10 | 3  | 10 | 58:52  | 37     |          |
| 6. | Kansas City Wizards  | 32 | 6  | 2  | 6  | 18 | 35:59  | 20     |          |

### Konferencja Wschodnia
| #  | Drużyna                | M  | Z  | ZK | PK | P  | Bramki | Punkty | Uwagi    |
| -- | ---------------------- | -- | -- | -- | -- | -- | ------ | ------ | -------- |
| 1. | D.C. United            | 32 | 17 | 6  | 3  | 6  | 71:46  | 57     | Play-off |
| 2. | Columbus Crew          | 32 | 13 | 6  | 4  | 9  | 54:43  | 45     | Play-off |
| 3. | FC Tampa Bay           | 32 | 9  | 5  | 7  | 11 | 56:57  | 32     | Play-off |
| 4. | Miami Fusion           | 32 | 8  | 5  | 4  | 15 | 47:63  | 29     | Play-off |
| 5. | New England Revolution | 32 | 7  | 5  | 7  | 13 | 43:60  | 26     |          |
| 6. | MetroStars             | 32 | 4  | 3  | 5  | 20 | 35:69  | 15     |          |

Aktualne na 21 marca 2018. Źródło:https://www.flashscore.pl/pilka-nozna/usa/mls-1999/tabela/
Zasady ustalania kolejności: 1. liczba zdobytych punktów; 2. różnica zdobytych bramek; 3. większa liczba zdobytych bramek.

## Play off
W ćwierćfinale i półfinale grano do 2 zwycięstw.

### Ćwierćfinał

#### Para nr 1
| 116 października 1999                                    | FC Dallas                            | 2:1   | Chicago Fire  |                                                                  |
|                                                          | Ariel Graziani 52' · Mark Santel 75' | (0:0) | 79' John Ball | Cotton Bowl, Dallas, Teksas Widzów: 10 980 Sędzia: Andrew Barnes |
| Serhij Daniw 50' · Ariel Graziani 61' · Chad Deering 89' |                                      | (0:0) |               | Cotton Bowl, Dallas, Teksas Widzów: 10 980 Sędzia: Andrew Barnes |

| 223 października 1999                | Chicago Fire                                                              | 4:0   | FC Dallas |                                                                    |
|                                      | Piotr Nowak 18' · Roman Kosecki 36' · Ante Razov 43' · Dema Kovalenko 46' | (3:0) |           | Soldier Field, Chicago, Illinois Widzów: 13 197 Sędzia: Ali Saheli |
| Chris Armas 54' · Dema Kovalenko 75' | 12' Matt Jordan · 61' Eric Dade · 89' Óscar Pareja                        | (3:0) |           | Soldier Field, Chicago, Illinois Widzów: 13 197 Sędzia: Ali Saheli |

| 327 października 1999                                                      | FC Dallas | 3:2   | Chicago Fire                    |                                                               |
|                                                                            | Chad Deering 55' · Jorge Rodríguez 84' (k) · Ariel Graziani 86'                                                        | (0:2) | 3' Ante Razov · 5' Jesse Marsch | Cotton Bowl, Dallas, Teksas Widzów: 9 795 Sędzia: Kevin Stott |
| Jorge Rodríguez 20' · Jason Kreis 24' · Ariel Graziani 29' · Eric Dade 43' | 11' Jesse Marsch · 50' Roman Kosecki · 77' Diego Gutiérrez · 80' Zach Thornton · 85' Paul Dougherty · 88' Frank Klopas | (0:2) |                                 | Cotton Bowl, Dallas, Teksas Widzów: 9 795 Sędzia: Kevin Stott |

Rywalizację wygrało FC Dallas wynikiem punktowym 2:1.

#### Para nr 2
| 116 października 1999            | D.C. United           | 2:0   | Miami FC |                                                                                         |
|                                  | Jaime Moreno 34', 88' | (1:0) |          | Robert F. Kennedy Memorial Stadium, Waszyngton, D.C. Widzów: 18 011 Sędzia: Tim Weyland |
| Roy Lassiter 23' · Ben Olsen 88' | 21' Eric Wynalda      | (1:0) |          | Robert F. Kennedy Memorial Stadium, Waszyngton, D.C. Widzów: 18 011 Sędzia: Tim Weyland |

| 224 października 1999                                                                        | Miami FC                               | 0:0 k. 2:3                                                                                  | D.C. United |                                                                                     |
|                                                                                              |                                        |                                                                                             |             | Lockhart Stadium, Fort Lauderdale, Floryda Widzów: 8 446 Sędzia: Ricardo Valenzuela |
| Tyrone Marshall 8' · Pablo Mastroeni 34' · Henry Gutierrez 35'                               | 35' Richie Williams · 79' Tom Presthus |                                                                                             |             |                                                                                     |
| · Pablo Mastroeni · Jay Heaps · Jim Rooney · Saúl Martínez · Nelson Vargas · Tyrone Marshall | Rzuty karne                            | · Marco Etcheverry · Anthony Wood · Jeff Agoos · Diego Soñora · Geoff Aunger · Roy Lassiter |             |                                                                                     |

Rywalizację wygrało D.C. United wynikiem punktowym 2:0.

#### Para nr 3
| 117 października 1999 | Los Angeles Galaxy                                         | 3:0   | Colorado Rapids |                                                                     |
|                       | Ezra Hendrickson 8' · Greg Vanney 52' (k) · Cobi Jones 57' | (1:0) |                 | Rose Bowl, Pasadena, Kalifornia Widzów: 16 307 Sędzia: Marcel Yonan |
| , 18' Simon Elliott   | 13' Chris Martinez · 63' Jason Bent · 73' Wolde Harris     | (1:0) |                 | Rose Bowl, Pasadena, Kalifornia Widzów: 16 307 Sędzia: Marcel Yonan |

| 224 października 1999                                   | Colorado Rapids                        | 0:2   | Los Angeles Galaxy                 |                                                                         |
|                                                         |                                        | (0:0) | 74' Danny Pena · 84' Joe Franchino | Mile High Stadium, Denver, Kolorado Widzów: 6 542 Sędzia: Richard Grady |
| Paul Bravo 14' · Marcelo Balboa 33' · Anders Limpar 53' | 60' Paul Caligiuri · 88' Joe Franchino | (0:0) |                                    | Mile High Stadium, Denver, Kolorado Widzów: 6 542 Sędzia: Richard Grady |

Rywalizację wygrało Los Angeles Galaxy wynikiem punktowym 2:0.

#### Para nr 4
| 117 października 1999 | Columbus Crew       | 2:0   | FC Tampa Bay |                                                                     |
|                       | Stern John 78', 84' | (0:0) |              | Mapfre Stadium, Columbus, Ohio Widzów: 9 188 Sędzia: Paul Tamberino |
|                       | 58' Manny Lagos     | (0:0) |              | Mapfre Stadium, Columbus, Ohio Widzów: 9 188 Sędzia: Paul Tamberino |

| 222 października 1999                    | FC Tampa Bay      | 0:2   | Columbus Crew                        |                                                                          |
|                                          |                   | (0:1) | 23' Brian West · 88' Jeff Cunningham | Raymond James Stadium, Tampa, Floryda Widzów: 14 392 Sędzia: Tim Weyland |
| Carlos Valderrama 73' · Chris Houser 78' | 43' Michael Clark | (0:1) |                                      | Raymond James Stadium, Tampa, Floryda Widzów: 14 392 Sędzia: Tim Weyland |

Rywalizację wygrało Columbus Crew wynikiem punktowym 4:0.

### Półfinał

#### Para nr 1
| 131 października 1999 | D.C. United                            | 2:1   | Columbus Crew       |                                                                                         |
|                       | Jaime Moreno 15' · Ben Olsen 72'       | (1:0) | 82' Jeff Cunningham | Robert F. Kennedy Memorial Stadium, Waszyngton, D.C. Widzów: 14 529 Sędzia: Kevin Stott |
| Geoff Aunger 24'      | 40' Todd Yeagley · 73' Robert Warzycha | (1:0) |                     | Robert F. Kennedy Memorial Stadium, Waszyngton, D.C. Widzów: 14 529 Sędzia: Kevin Stott |

| 27 listopada 1999                                   | Columbus Crew                                                     | 5:1   | D.C. United     |                                                                  |
|                                                     | Ansil Elcock 20' · Jeff Cunningham 41' · Stern John 48', 61', 84' | (2:1) | 7' Roy Lassiter | Mapfre Stadium, Columbus, Ohio Widzów: 12 778 Sędzia: Brian Hall |
| Mike Clark 5' · Todd Yeagley 42' · John DeBrito 52' | 84' Geoff Aunger                                                  | (2:1) |                 | Mapfre Stadium, Columbus, Ohio Widzów: 12 778 Sędzia: Brian Hall |

| 313 listopada 1999                    | D.C. United                                                     | 4:0   | Columbus Crew |                                                                                                |
|                                       | Jaime Moreno 17' · Roy Lassiter 34', 52' · Marco Etcheverry 86' | (2:0) |               | Robert F. Kennedy Memorial Stadium, Waszyngton, D.C. Widzów: 21 451 Sędzia: Ricardo Valenzuela |
| Marco Etcheverry 10' · Eddie Pope 41' | 12' Robert Warzycha                                             | (2:0) |               | Robert F. Kennedy Memorial Stadium, Waszyngton, D.C. Widzów: 21 451 Sędzia: Ricardo Valenzuela |

Rywalizację wygrało D.C. United wynikiem punktowym 2:1.

#### Para nr 2
| 131 października 1999 | Los Angeles Galaxy                                    | 2:1   | FC Dallas          |                                                                   |
|                       | Mauricio Cienfuegos 39' · Ezra Hendrickson 90'        | (1:0) | 75' Ariel Graziani | Rose Bowl, Pasadena, Kalifornia Widzów: 17 372 Sędzia: Noel Kenny |
| Danny Pena 61'        | 30' Serhij Daniw · 84' Paul Broome · 88' Chad Deering | (1:0) |                    | Rose Bowl, Pasadena, Kalifornia Widzów: 17 372 Sędzia: Noel Kenny |

| 27 listopada 1999 | FC Dallas                                                       | 2:2 k. 4:3 | Los Angeles Galaxy         |                                                                       |
| | Ariel Graziani 33', 73'                                         | (1:1, 2:2, k. 4:3) | 13' (54) Carlos Hermosillo | Cotton Bowl, Dallas, Teksas Widzów: 13 816 Sędzia: Ricardo Valenzuela |
| Eric Dade 44' · Jorge Rodríguez 63' · Serhij Daniw 75'                                                               | 24' Ezra Hendrickson · 44' Cobi Jones · 65' Mauricio Cienfuegos | (1:1, 2:2, k. 4:3) |                            | Cotton Bowl, Dallas, Teksas Widzów: 13 816 Sędzia: Ricardo Valenzuela |
| · Mark Santel · John Jairo Tréllez · Richard Farrer · Serhij Daniw · Jorge Rodríguez · Óscar Pareja · Ariel Graziani | Rzuty karne                                                     | · Cobi Jones · Mauricio Cienfuegos · Greg Vanney · Ezra Hendrickson · Carlos Hermosillo · Paul Caligiuri · Danny Pena |                            | Cotton Bowl, Dallas, Teksas Widzów: 13 816 Sędzia: Ricardo Valenzuela |

| 311 listopada 1999                                                                   | Los Angeles Galaxy                                                                            | 3:1   | FC Dallas           |                                                                   |
|                                                                                      | Greg Vanney 3' (k) · Carlos Hermosillo 20' · Mauricio Cienfuegos 68'                          | (2:0) | 89' (k) Jason Kreis | Rose Bowl, Pasadena, Kalifornia Widzów: 25 703 Sędzia: Brian Hall |
| Mauricio Cienfuegos 54' · Paul Caligiuri 55' · Danny Pena 85' · Ezra Hendrickson 88' | 7' Richard Farrer · 26' Brian Haynes · 40' Ted Eck · 72' Ariel Graziani · 84' Jorge Rodríguez | (2:0) |                     | Rose Bowl, Pasadena, Kalifornia Widzów: 25 703 Sędzia: Brian Hall |

Rywalizację wygrało Los Angeles Galaxy bilansem 8:6.

### Finał
| 21 listopada 1999 13:30 EDT | Los Angeles Galaxy                       | 0:2raport | D.C. United · 19' Jaime Moreno · 45+3' Ben Olsen              | Foxboro Stadium, Foxborough, Massachusetts Widzów: 44 910 Sędzia: Tim Weyland |
|                             | kartki: · Cobi Jones 24' · Roy Myers 90' |           | kartki: · 53' Ben Olsen · 69' Carey Talley · 76' Diego Soñora |                                                                               |